# اسماعیل کاس
اسماعیل کاس (انگلیسی: Ismael Casas؛ زادهٔ ۷ مارس ۲۰۰۱) بازیکن فوتبال اهل اسپانیا است.
وی همچنین در تیم‌های ملی فوتبال زیر ۱۸ سال اسپانیا، زیر ۱۹ سال اسپانیا، و زیر ۲۰ سال اسپانیا بازی کرده‌است.